# 장용항
장용항은 전라남도 완도군 약산면 장용리에 위치한 어항이다. 1975년 8월 5일 지방어항으로 지정하여 관리하고 있다. 시설관리자는 완도군수이다.

## 어항 시설
- 선착장 200m

## 어항 구역
- 본 항의 어항구역은 서방파제 시점에서 서북서 방향 180m 지점에서 북북동 방향으로 260m 정동쪽으로 600m 다시 정남쪽 320m를 연결한 선내수역이다.

## 개발 계획
- 2009년 7월 27일 변경고시된 장용항 개발계획은 다음과 같다.[1]
  - 외곽시설: 동방파제(40m), 본방파제(170m), 서방파제(200m)
  - 접안시설: 물양장(172m)
  - 기타시설: 배후부지(6,200m2)
  - 개략공사비: 110억원

## 주요 어종
- 도미, 우럭